# Ramaria aureorhiza
Ramaria aureorhiza är en svampart som beskrevs av R.H. Petersen 1988. Ramaria aureorhiza ingår i släktet Ramaria och familjen Gomphaceae.   Inga underarter finns listade i Catalogue of Life.